# Peischelspitze
Peischelspitze är en bergstopp i Österrike.   Den ligger i distriktet Reutte och förbundslandet Tyrolen, i den västra delen av landet, 500 km väster om huvudstaden Wien. Toppen på Peischelspitze är 2 512 meter över havet, eller 90 meter över den omgivande terrängen. Bredden vid basen är 0,36 km.
Terrängen runt Peischelspitze är huvudsakligen bergig. Runt Peischelspitze är det ganska glesbefolkat, med 26 invånare per kvadratkilometer.. Närmaste större samhälle är Mittelberg, 10,9 km nordväst om Peischelspitze. 
Trakten runt Peischelspitze består i huvudsak av gräsmarker.